# Сигетхалом
Сигетхалом (мађ. Szigethalom) град је у Мађарској. Сигетхалом је значајан град у оквиру жупаније Пешта, а истовремено и важно предграђе престонице државе, Будимпеште.
Сигетхалом има 16.477 становника према подацима из 2009. године.

## Географија
Град Сигетхалом се налази у средишњем делу Мађарске. Од престонице Будимпеште град је удаљен 25 km јужно. Град се налази у северном делу Панонске низије, на Чипском острву, заправо ади на Дунаву. Надморска висина насеља је око 100 m.

## Историја
| 1990. | 2001.  | 2011.  | 2017.  |
| ----- | ------ | ------ | ------ |
| 9.795 | 12.191 | 16.886 | 17.495 |